# Viotá (ort)
Viotá är en ort i Colombia.   Den ligger i departementet Cundinamarca, i den centrala delen av landet, 50 km väster om huvudstaden Bogotá. Viotá ligger 568 meter över havet och antalet invånare är 5 840.
Terrängen runt Viotá är kuperad åt nordväst, men åt sydost är den bergig. Runt Viotá är det ganska tätbefolkat, med 199 invånare per kvadratkilometer. Närmaste större samhälle är Agua de Dios, 17,7 km väster om Viotá. I omgivningarna runt Viotá växer i huvudsak städsegrön lövskog.